# バラブシュカ
『バラブシュカ』は馬渡松子の4作目のアルバム。

## 内容
メディア・レモラス在籍最後のオリジナルアルバム。
自身最大のヒットシングル「デイドリームジェネレーション」や、「甘ちゃん」の別バージョンを収録されている。

## 収録曲
1. バラブシュカ
2. Woman Woman
3. 無題
4. さんざんな恋をしても（album ver.）
「デイドリームジェネレーション」のカップリング曲。
5. 星の数
6. PREMONTION
7. バースデイがのしかかる
8. デイドリームジェネレーション
9. ペナルティ
10. 帰りたい（remix）
11. 甘ちゃん（OMAKE SPECIAL）

作詞：リーシャウロン　作曲・編曲：馬渡松子(#ALL)